# Taíno

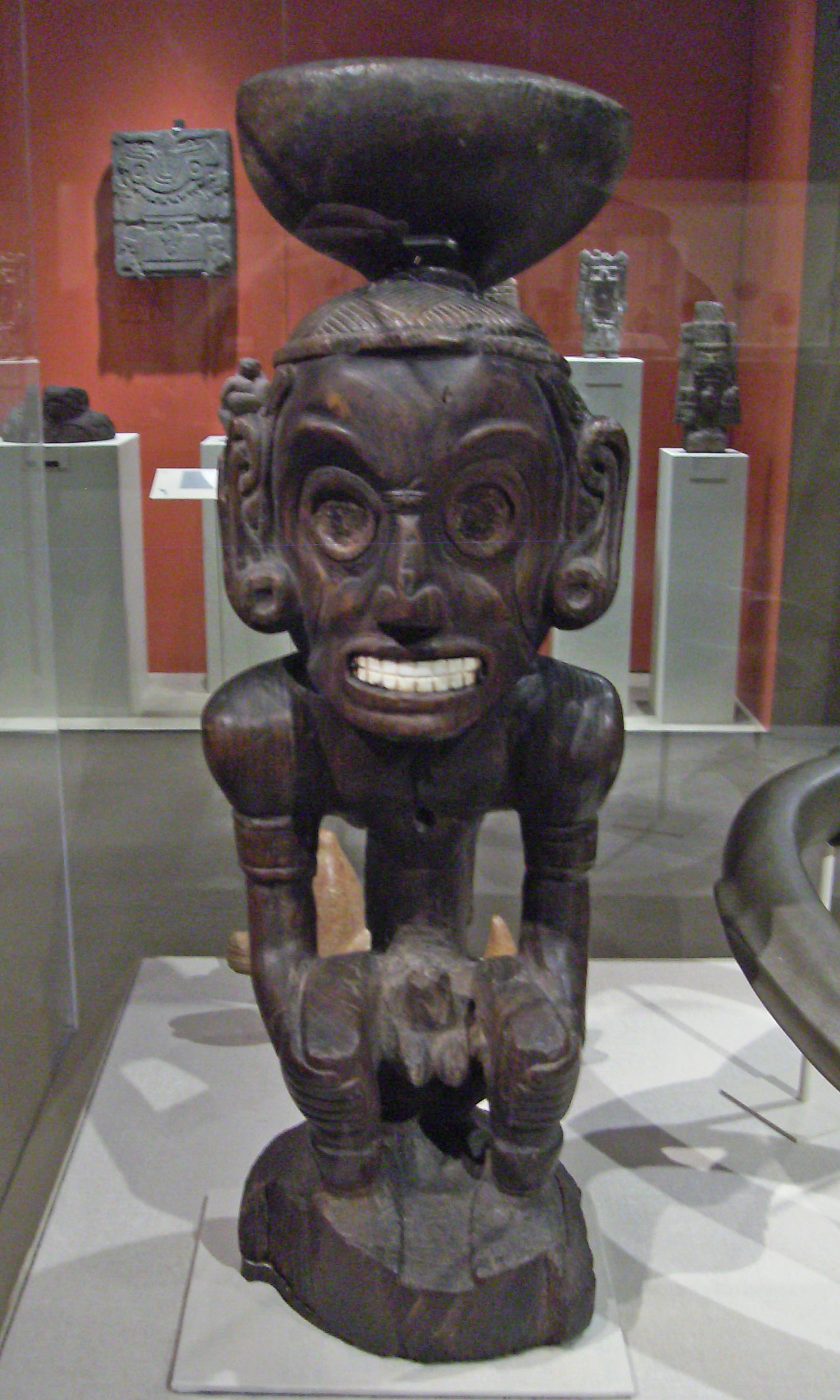
ình tượng vị thần (Zemi) Cộng hòa Dominica(?): Taino thế kỷ 15-16

Người Taíno nằm trong số những người da đỏ bản địa vùng biển Caribbean và Florida. Đồng thời với người châu Âu vào những năm cuối thế kỷ 15, họ là cư dân chủ yếu của hầu hết các hòn đảo như Cuba, Trinidad, Jamaica, Puerto Rico, Hispaniola (Haiti và cộng hòa Dominican), quần đảo Đại Antilles, phía Bắc Antilles và Bahamas. Họ được biết đến như là người Lucayans vùng Bahamas. Họ nói tiếng Taíno, một nhánh chính của ngôn ngữ Arawak.
Tổ tiên của người Taíno tới Caribbean từ Nam Mỹ. Văn hóa của họ có liên hệ chặt chẽ với văn hóa của người Mesoamericans tại Nam Mỹ. Người Taíno được chia thành ba nhóm lớn, gồm: Tây Taíno (Jamaica, và hầu hết thuộc Cuba và Bahamas); Taíno Cổ (Taíno cổ điển, bao gồm đảo Hispaniola và Puerto Rico); và Đông Taíno (Bắc quần đảo Tiểu Antilles) và các nhóm khác tại Florida, như các bộ tộc Tequesta, Calusa, Jaega, Ais... và một số bộ tộc khác. Nhóm Taíno có mâu thuẫn với nhóm Carib ở các đảo phía Nam của quần đảo Antilles nhỏ. 

## Lịch sử
Năm 1492, khi Columbus tới Tây Ấn, người Taíno có 5 bộ tộc (chiefdoms); có lãnh thổ trên đảo Hispaniola; và mỗi bộ tộc đứng đầu bởi một thủ lĩnh (cacique). Thủ lĩnh là những người có trách nhiệm đối với bộ tộc của họ. "Ayiti" hoặc "Haiti" (vùng đất núi cao) là tên bản địa của đảo Hispaniola, mà đảo đó (về phía Tây) còn giữ lại tên tiếng Pháp là "Haïti". Cuba, hòn đảo lớn nhất quần đảo Antilles, ban đầu có 29 tộc trưởng. Hầu hết các khu định cư sau này tạo thành một mạng lưới thành phố thuộc địa Tây Ban Nha. Cuba còn giữ lại tên Taíno ban đầu, bao gồm thủ đô Havana, Batabanó, Camagüey, Baracoa, và Bayamo.
Danh từ "Cuba" xuất phát từ ngôn ngữ Taíno, mặc dù ý nghĩa chính xác không được rõ ràng. Cuba có thể được dịch là "nơi đất dồi dào màu mỡ" (cubao), hoặc "nơi tuyệt vời" (coabana). Người trên đảo Puerto Rico cũng được chia thành các bộ tộc. Là một tộc trưởng truyền thừa của bộ tộc Taíno, người ấy rất được tưởng nhớ. Vào thời điểm các cuộc đánh chiếm thuộc địa của Ca-thô-líc Tây Ban Nha, các trung tâm dân cư lớn nhất Taíno có thể hơn 3,000 người. Người Taíno là kẻ thù số một của người Carib láng giềng, họ là hai nhóm người khác nhau có cùng nguồn gốc từ Nam Mỹ, sống chủ yếu ở quần đảo Lesser Antilles. Mối quan hệ giữa các nhóm đối thủ là chủ đề của nhiều nghiên cứu.
Đối với phần lớn thế kỷ 15, người Taíno thường hướng về phía Đông Bắc vùng biển Caribbean vì các cuộc tấn công của người Carib. Khi người phụ nữ Taíno bị người Carib bắt, kết quả là nhiều phụ nữ Carib nói tiếng Taíno. Người Công giáo Tây Ban Nha đến quần đảo Bahamas, Cuba, và Hispaniola năm 1492 và sau đó họ tới Puerto Rico. Người Tây Ban Nha đã không mang theo phụ nữ trong cuộc thám hiểm đầu tiên của họ, do đó, họ hãm dâm phụ nữ Taíno để thỏa mãn nhu cầu sinh lý. Người Công giáo Tây Ban Nha hãm dâm phụ nữ Taíno trên đảo Hispaniola là một việc rất phổ biến.
Các học giả cho rằng đó là cuộc pha trộn văn hóa đáng kể của Cuba, và ở một số nơi mà thổ dân Pueblo còn sống sót ở thế kỷ thứ 19. Các bộ tộc Taíno đã trở thành gần như tiệt chủng sau cuộc định cư của thực dân Công giáo, chủ yếu là do các bệnh truyền nhiễm mà người thổ dân không có khả năng miễn dịch. Các bệnh dịch đậu mùa đầu tiên được ghi nhận trên đảo Hispaniola vào tháng 12-1518 và tháng Giêng 1519. Các trận dịch đậu mùa này đã giết 90% người thổ dân bản địa. Chiến tranh và chính sách nô lệ khắc nghiệt của người Công giáo cũng gây nhiều tử vong cho thổ dân.